# Малецький Віталій Олексійович
Віталій Олексійович Малецький (нар. 5 вересня 1978, Кременчук, УРСР) — український політик, міський голова Кременчука (з 24 листопада 2015).

## Біографія
1995 року зі срібною медаллю закінчив середню школу № 26 м. Кременчука. У червні 2000 року закінчив Кременчуцький державний політехнічний інститут та отримав диплом спеціаліста з відзнакою за спеціальністю «Менеджмент організацій», кваліфікація «менеджер-економіст». З листопада 2000 по листопад 2004 року навчався в аспірантурі КДПУ за спеціальністю «Економіка промисловості» на заочній формі. Вересень 2003 — лютий 2005 р.р. — навчався у Національній академії державного управління при Президентові України, м. Київ, спеціальність «Державне управління», спеціалізація — місцеве самоврядування та управління містом, здобув кваліфікацію магістра державного управління. Після закінчення академії отримав направлення на роботу в органи місцевого самоврядування.
1 квітня 2005 року призначений директором Кременчуцького міського центру соціальних служб для сім'ї, дітей та молоді.
З приходом до влади у 2010 році мера міста Кременчука Олега Бабаєва призначений на посаду заступника міського голови з гуманітарних питань. Вважається членом команди Олега Бабаєва. Після вбивства останнього 26 липня 2014 року,
Примітно, що за Малецького у 2015 році проголосувало приблизно така ж кількість виборців, що і за Бабаєва у 2010 році.
4 жовтня 2020 р. у Кременчуку взяв участь в урочистостях освячення храму УПЦ МП на честь російського святого — Серафима Саровського.
У ході повномасштабного російського вторгнення в Україну на початку квітня 2022 року долучився до реалізації проєкту «ЩИТ-Фантом» на Сумщині, розробленого під керівництвом Героя України, начальника Охтирського гарнізону Дениса Дикого (позивний — «Тренер»). Завдяки відеоспостереженню в рамках проєкту (встановлено 50 об'єктів відеоспостереження вздовж кордону на Сумщині) відбувається контроль ситуації прикордонниками та ЗСУ у Сумській області, які слідкують за порушенням кордонів України та відслідковуванням переміщення збройних формувань агресора в межах прикордонних зон.

## Кар'єра

### Місцеві вибори 2010
Малецький обраний депутатом Автозаводської районної ради міста Кременчука. 5 років працював головою постійної депутатської комісії.
З 2010 року віце-мер з гуманітарних питань у команді Олега Бабаєва.

### Місцеві вибори 2015
Малецький балотувався у міські голови Кременчука від партії «Поруч». У першому турі Віталій набрав 21,40 %, посівши перше місце, друге місце посів Віктор Калашник (Блок Петра Порошенка «Солідарність») з результатом 14,10 %. Виборча кампанія між першим і другим туром відзначилась безкомпромісною боротьбою між Малецьким і Калашником.
Другий тур відбувся 15 листопада 2015 року. У другому турі виборів Віталій отримав 32 тисячі 684 голосів виборців (60,8 %), а його конкурент — перший віце-мер Кременчука, представник «Блоку Петра Порошенка Солідарність» Віктор Калашник — 15 тисяч 897 голосів (29,6 %)..

## Місцеві вибори 2020
На місцевих виборах 25 жовтня 2020 року отримав перемогу в першому турі (27 995 або 52,08% голосів) та провів до міськради партію «За майбутнє». На другому місці опинився Геннадій Іванян, який набрав 7012 голосів (13,04%), на третьому - Сергій Ярош - 5972 голосами (11,10%).